# HMNB Clyde

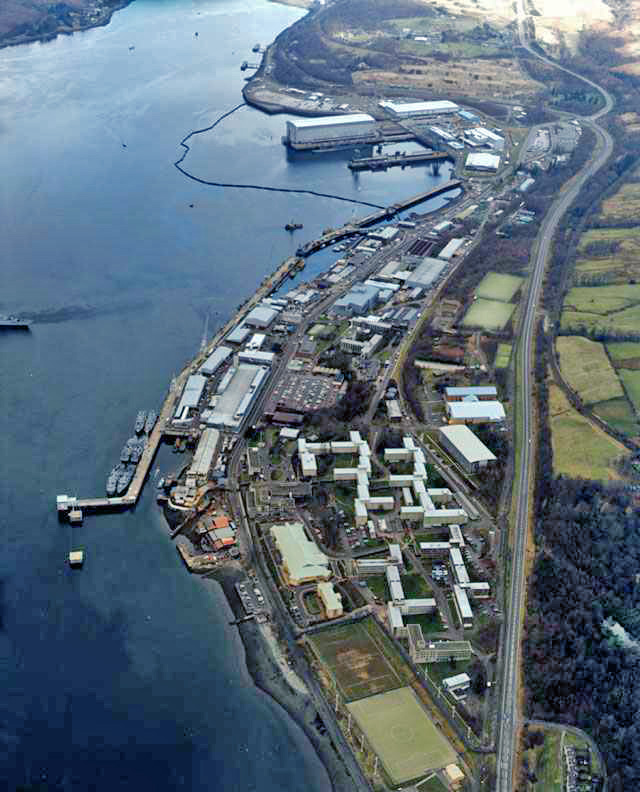
Faslane Naval Base, HMNB Clyde

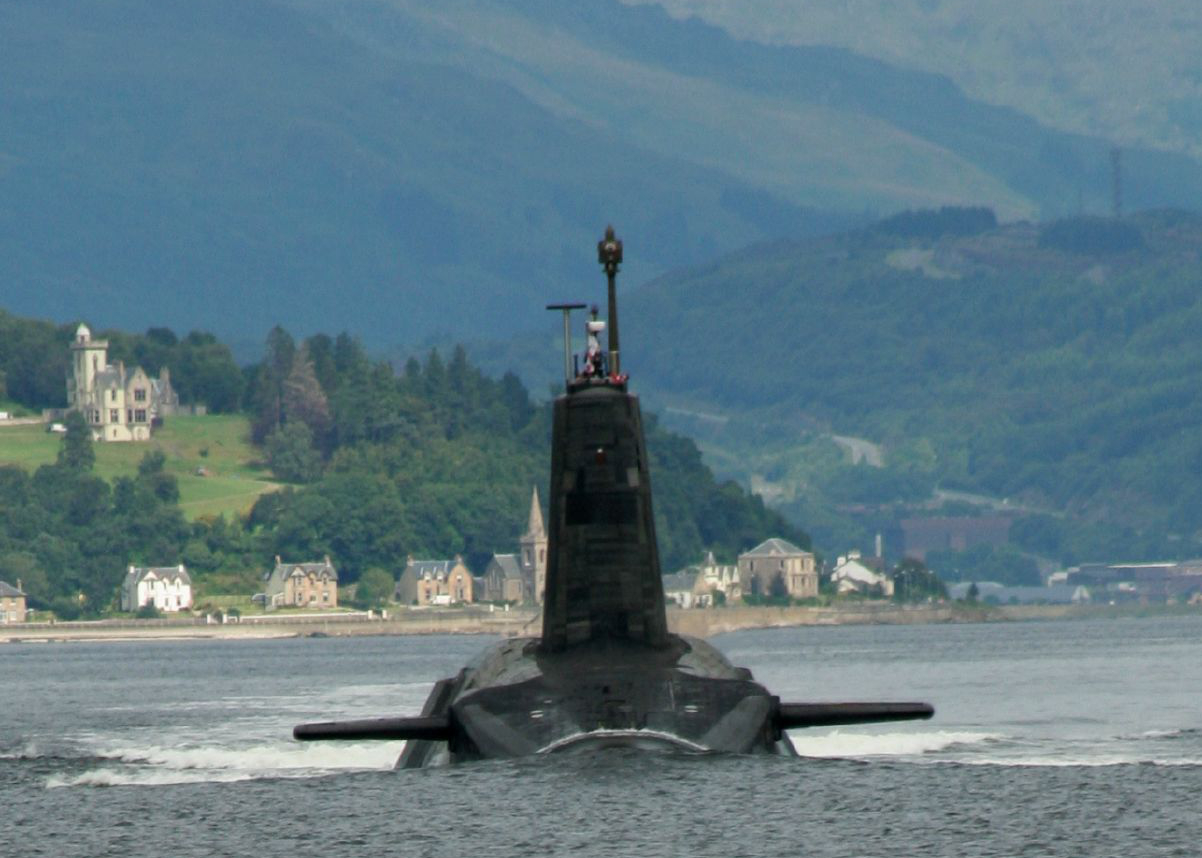
Submarino da Classe Vanguard deixando sua base.

HMNB Clyde ("Her Majesty's Naval Base (HMNB) Clyde") é uma das três bases operacionais da Marinha Real Britânica, sendo aos outras HMNB Devonport e HMNB Portsmouth. 